# Darenth
Darenth – wieś w Anglii, w hrabstwie Kent, w dystrykcie Dartford. Leży 26 km na północny zachód od miasta Maidstone i 29 km na wschód od centrum Londynu.